# Вунсокет (Південна Дакота)
Вунсокет (англ. Woonsocket) — місто (англ. city) в США, в окрузі Сенборн штату Південна Дакота. Населення — 631 особа (2020).

## Географія
Вунсокет розташований за координатами 44°3′15″ пн. ш. 98°16′18″ зх. д. / 44.05417° пн. ш. 98.27167° зх. д. (44.054198, -98.271711).  За даними Бюро перепису населення США в 2010 році місто мало площу 2,05 км², з яких 2,02 км² — суходіл та 0,03 км² — водойми.

## Демографія
Згідно з переписом 2010 року, у місті мешкало 655 осіб у 287 домогосподарствах у складі 168 родин. Густота населення становила 320 осіб/км².  Було 318 помешкань (155/км²).
Расовий склад населення:
| - 98,3 % — білих - 0,3 % — корінних американців - 0,3 % — азіатів |

До двох чи більше рас належало 0,6 %. Частка іспаномовних становила 1,5 % від усіх жителів.
За віковим діапазоном населення розподілялося таким чином: 21,2 % — особи молодші 18 років, 51,3 % — особи у віці 18—64 років, 27,5 % — особи у віці 65 років та старші. Медіана віку мешканця становила 48,9 року. На 100 осіб жіночої статі у місті припадало 95,5 чоловіків;  на 100 жінок у віці від 18 років та старших — 83,6 чоловіків також старших 18 років.
Середній дохід на одне домашнє господарство  становив 54 660 доларів США (медіана — 40 750), а середній дохід на одну сім'ю — 77 026 доларів (медіана — 55 000). За межею бідності перебувало 7,8 % осіб, у тому числі 4,5 % дітей у віці до 18 років та 9,4 % осіб у віці 65 років та старших.
Цивільне працевлаштоване населення становило 294 особи. Основні галузі зайнятості: освіта, охорона здоров'я та соціальна допомога — 23,8 %, виробництво — 16,7 %, сільське господарство, лісництво, риболовля — 12,2 %, роздрібна торгівля — 11,9 %.